# Fémek (heraldika)

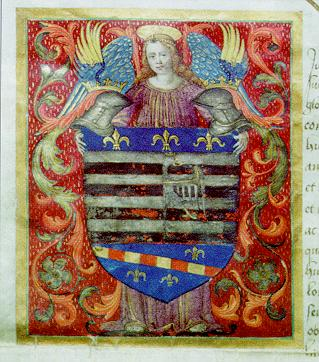
A címerleírás szerint aranyliliom sárga-kék sisakdíszen, ezüst sávok és sisakok, valamint fehér arcú angyal Kassa 1502-es címerében

A fémek (érc, mázak, fémmáz) a színek és a prémek mellett a heraldikai borítások közé tartozó címertani színezék. Az arany és az ezüst tartozik ide, melyeket a címerábrázolásokon sárgával, illetve fehérrel is lehet helyettesíteni. (A fehér és a sárga néha külön színként is szerepel.) Az élő heraldika korában az uralkodói pajzsokon és a címeres leveleken is  valódi nemesfémeket használtak, melyek idővel kihalványulnak, illetve megfeketednek. Az eredeti fémek ebből eredő félreértése adhatott alapot a holt heraldika korában több nemheraldikus fém megjelenésének is, mint a bronz, réz, ólom, vas, acél, platina.
| arany | ezüst |     |      |         |     |       |      |
| sárga | fehér | vas | acél | platina | réz | bronz | ólom |